# Leptogenys angusta
Leptogenys angusta är en myrart som först beskrevs av Auguste-Henri Forel 1892.  Leptogenys angusta ingår i släktet Leptogenys och familjen myror. Inga underarter finns listade i Catalogue of Life.

## Bildgalleri

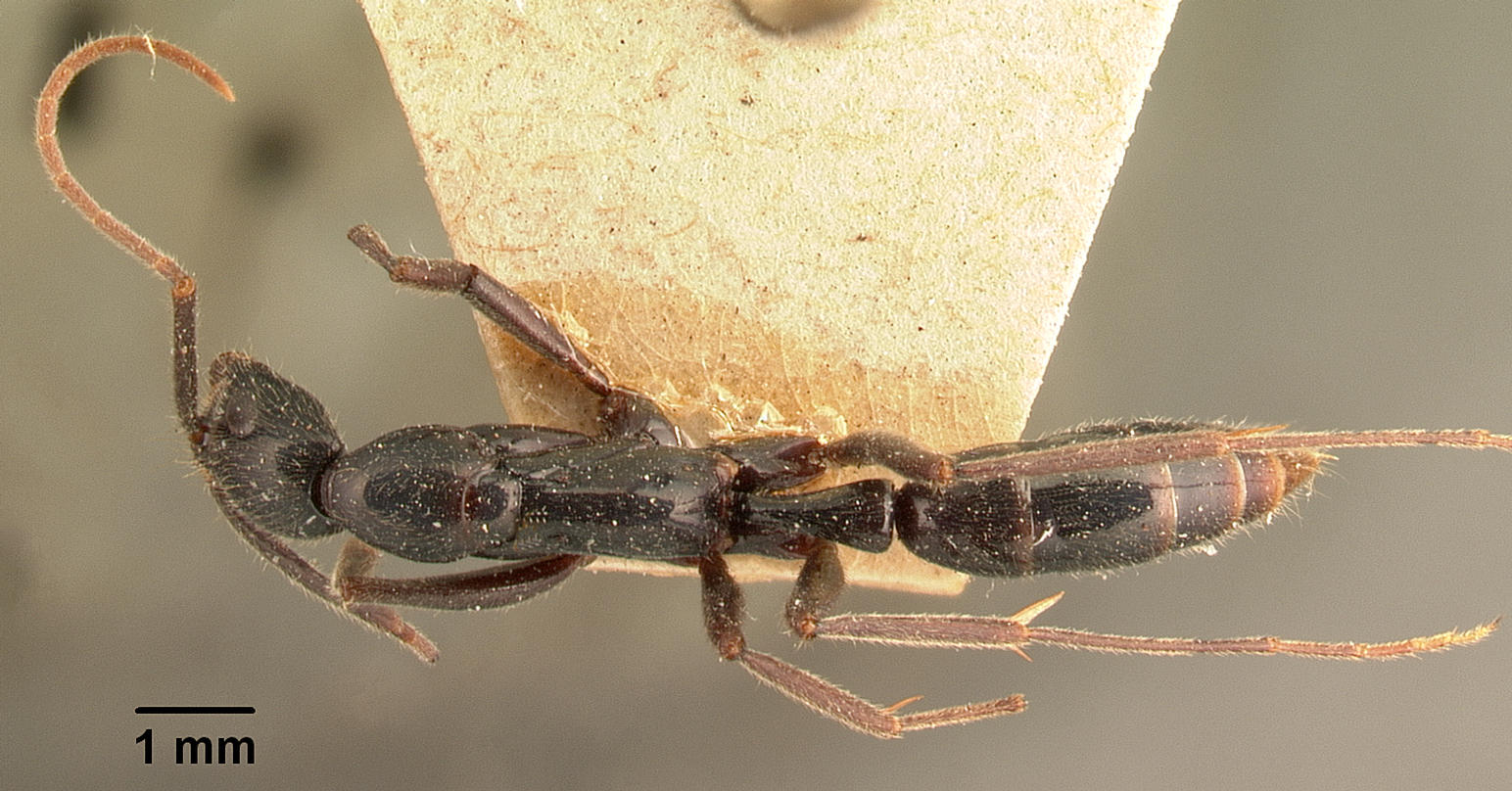
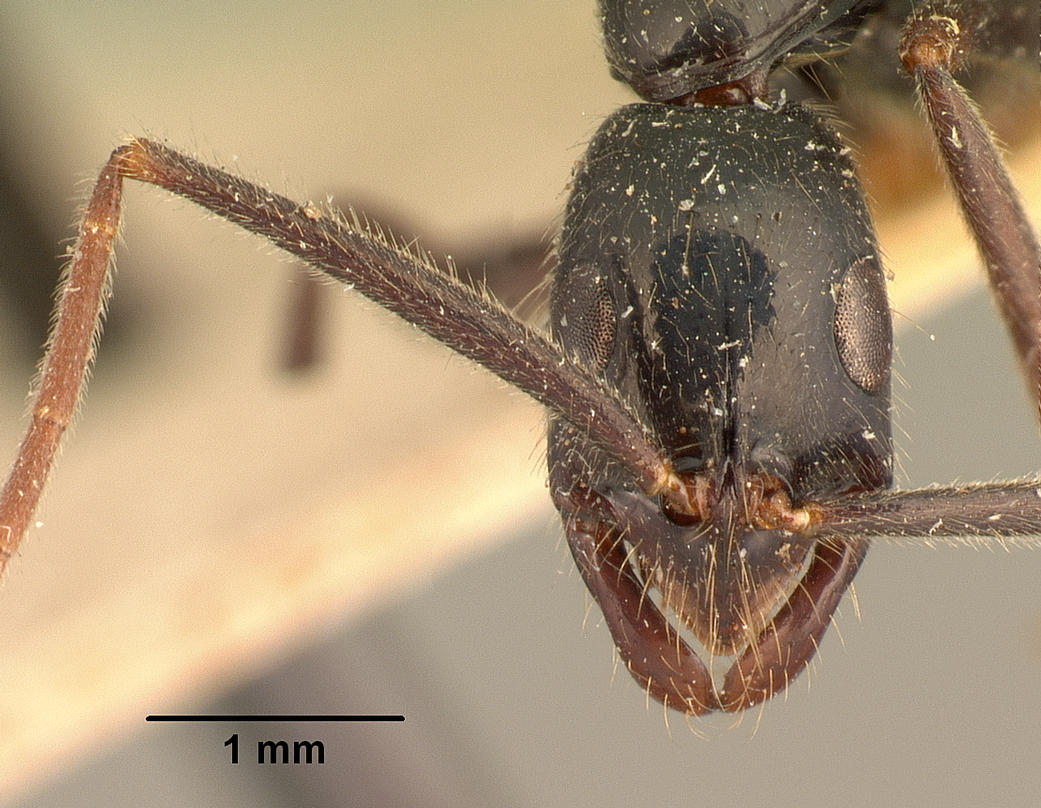
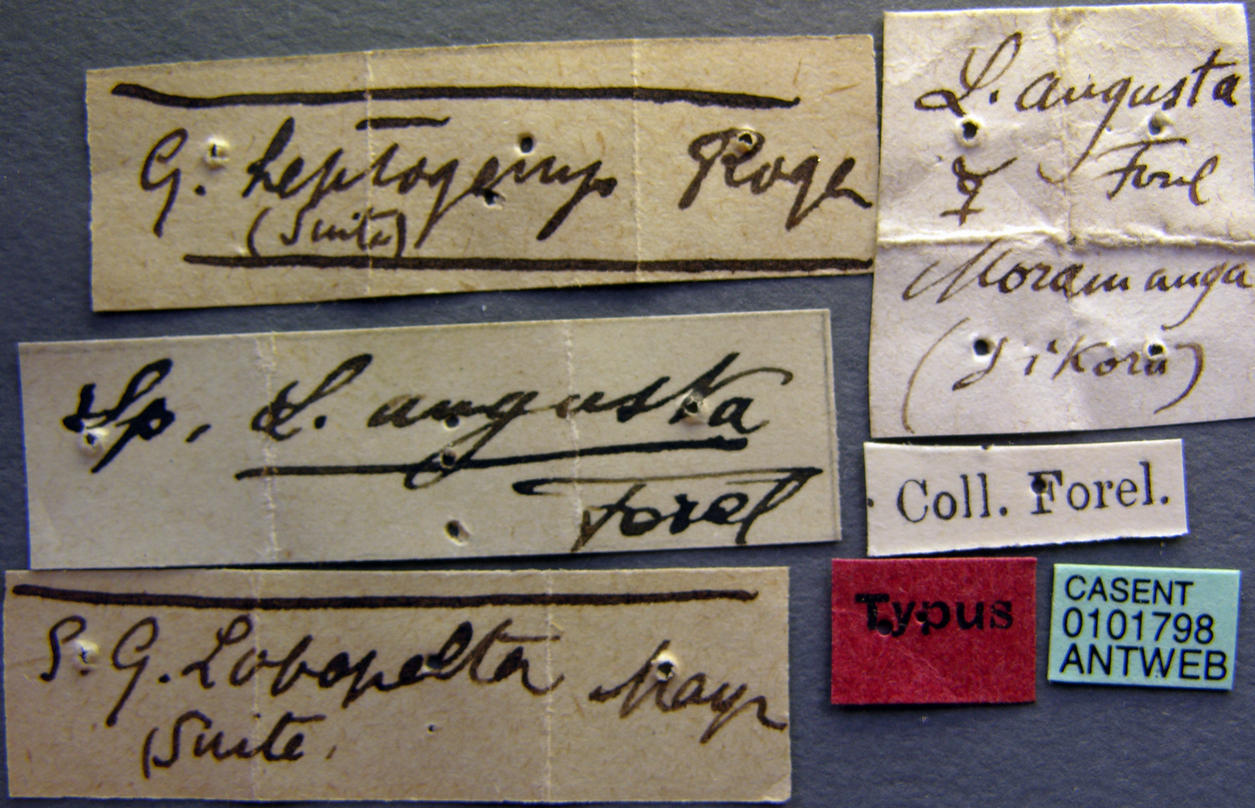
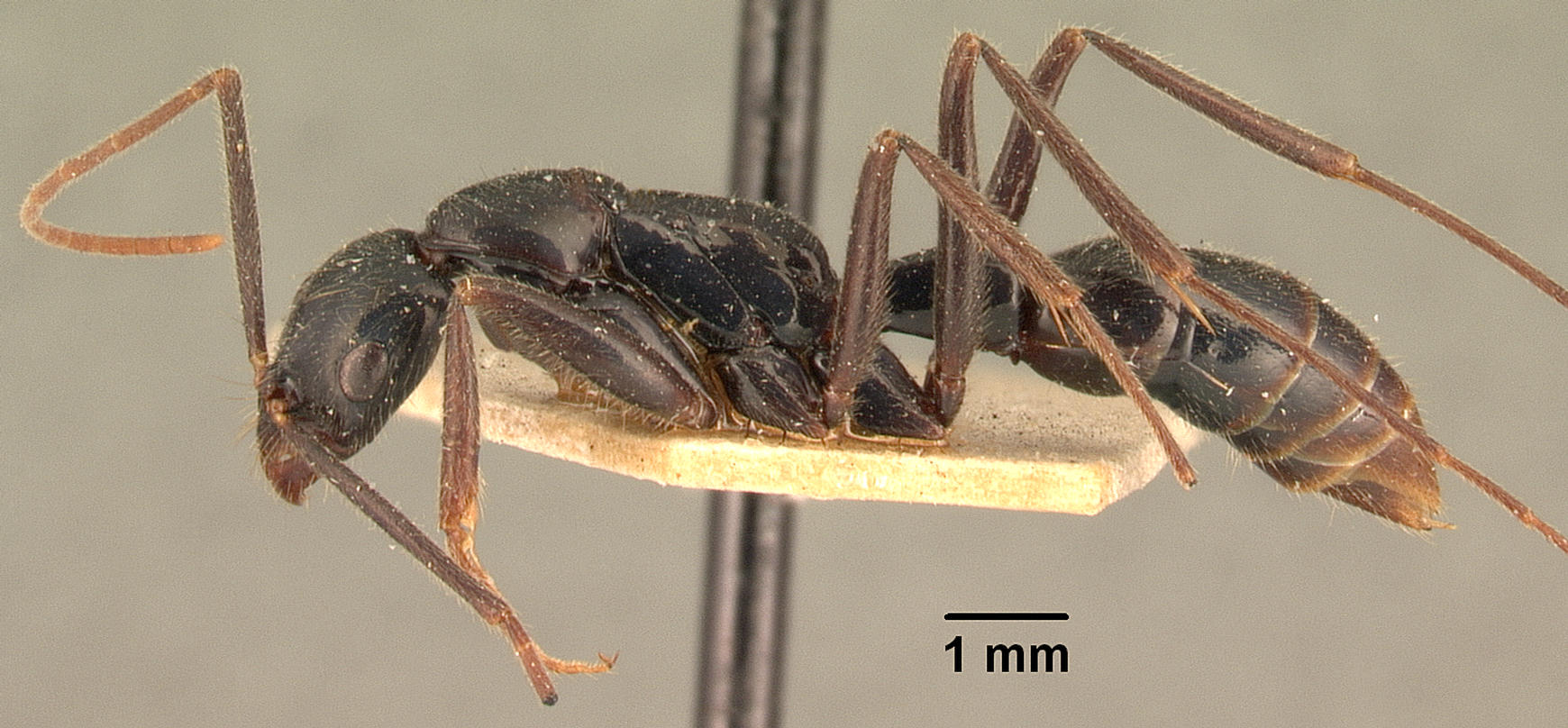
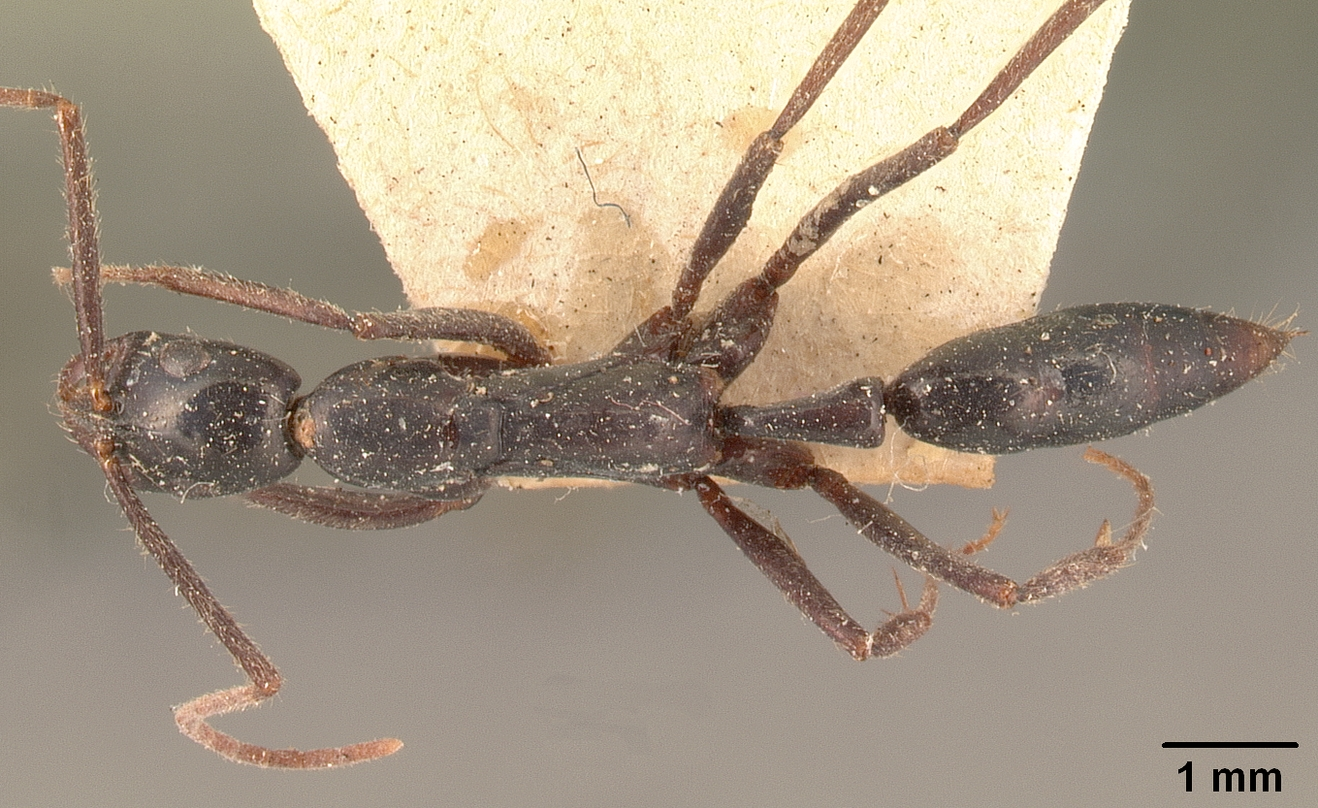
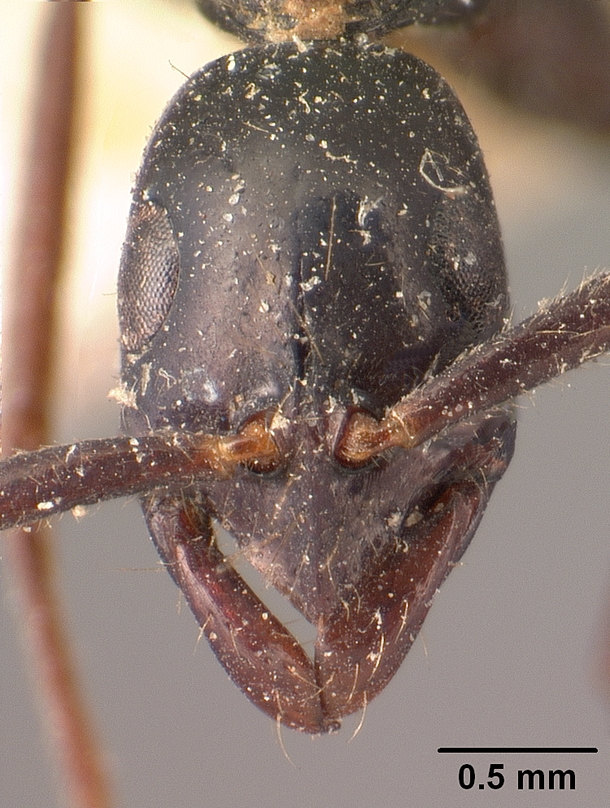